# Cliff Gallup
Clifton «Cliff» E. Gallup (17 de junio de 1930 – 9 de octubre de 1988) fue un guitarrista estadounidense, reconocido por su asociación con la banda Gene Vincent and the Blue Caps en la década de 1950.

## Carrera
En febrero de 1956, el DJ radial Sheriff Tex Davis escuchó a Gene Vincent actuar en un concurso de talentos en Norfolk, Virginia. Acto seguido se convirtió en su representante y se encargó de reunir una banda de músicos locales para respaldarlo. La banda incluía a Gallup, que había tocado anteriormente en The Virginians. En mayo de 1956 la banda inició grabaciones en Nashville, Tennessee.
Gallup tocó en 35 pistas con Vincent, incluyendo su mayor éxito, "Be-Bop-A-Lula", y estableció una reputación como uno de los guitarristas más competentes técnicamente en el rock and roll de la época. Como hombre casado, Gallup era reacio a hacer giras con Vincent, y dejó la banda a finales de 1956, volviendo sólo para algunas sesiones de estudio para el segundo LP de Vincent. A mediados de la década de 1960 Gallup grabó el álbum en solitario Straight Down the Middle para el sello local Pussy Cat en Norfolk, con un estilo instrumental más suave, similar al de Chet Atkins y Les Paul. Tocó por última vez con un grupo llamado Hi-fi's, 48 horas antes de sufrir un ataque cardíaco fatal el 9 de octubre de 1988.

## Legado
A Gallup se le recuerda principalmente por su influencia en guitarristas como Eric Clapton, Brian Setzer y Jeff Beck. Este último grabó un álbum de canciones de Gene Vincent titulado Crazy Legs en 1993, considerado por los críticos musicales como un homenaje a Gallup y Vincent.